# Овернь — Рона — Альпы
Ове́рнь — Ро́на — А́льпы (фр. Auvergne‐Rhône‐Alpes, сокр. AURA; окс. Auvèrnhe Ròse Aups, франкопров. Ôvèrgne-Rôno-Arpes) — регион Франции, созданный в результате территориальной реформы французских регионов в 2014 году путём соединения регионов Овернь и Рона — Альпы. Датой образования нового региона считается 1 января 2016 года, после проведения региональных выборов в декабре 2015 года.

## Название
В тексте закона определено временное наименование региона, состоящее из соединения названий существующих исторических регионов Овернь (фр. Auvergne), реки Рона (фр. Rhône) и Французских Альп (фр. Alpes) разделенных (во французском написании) дефисом. Постоянное название и местонахождение региональной столицы должны быть определены Региональным советом до 1 июля 2016 и утверждено Государственным советом Франции до 1 октября 2016.
Жан-Жак Керан (фр.), президент совета региона Рона — Альпы, предложил название «AURA» (от начала составляющих временное наименование слов), в качестве наименования будущего региона, которое должно отражать единодушие между объединяемыми территориями. По мнению интернет-изданий, самыми популярными наименованиями считаются фр. Rhône‐Alpes‐Auvergne, фр. AURA и фр. Alpes‐Auvergne.
28 сентября 2016 года временное название Овернь — Рона — Альпы было выбрано официальным Государственным советом.

## География
Регион, общей площадью 69 711 км², расположен на востоке Франции и граничит с регионами Бургундия — Франш-Конте на севере, Центр — Долина Луары на северо-западе, Новая Аквитания на западе и регионами Прованс — Альпы — Лазурный Берег и Окситания на юге. Также имеется граница с Италией и Швейцарией на востоке.
Ландшафт региона формируют горные массивы Альпы и Юра на востоке и северо-востоке и Центральный массив на западе.
Через регион протекают основные судоходные реки востока Франции — Рона и Сона. На западе находятся верховья рек Луара и Алье.

## История
В 1790 году многие исторические провинции были переделаны в департаменты. Это коснулось таких территорий как: Овернь, которая была разделена на три департамента, Бурбонне, которая приблизительно соответствует региону Алье. Бресс, Бюже, Домб и Паи-де-Гекс соединились с провинцией Франк-Лионне и образовали департамент Эн. Регион Дофине дал происхождение трем департаментам: Дром, Верхние Альпы и Изер. Провинция Лионне образовала департамент Рона-и-Луара, который в 1793 году был разделен на две части, и из которой был выделен город Лион. Провинция Виваре образовала департамент Ардеш. В 1860 году к Франции было присоединено Савойское герцогство в виде двух департаментов: Савойя и Верхняя Савойя.
Во время Третьей республики в 1919 году Этьеном Клемантелем (фр.) были учреждены «экономические регионы» и произведена первая попытка экономического планирования.
30 июня 1941 года правительство маршала Петена объединило департаменты под руководством регионального перфекта. Появляются два региона: Овернь, который включает в себя департаменты Канталь, Верхнюю Луару и Пюи-де-дом, и Рона — Альпы, охватывающий Эн, Ардеш, Дром, Изер, Луару, Рону, Савойю и Верхнюю Савойю. Они просуществовали до 1946 года и были созданы вновь в 1960 году. Такая структура оставалась неизменной до 2015 года.

## Административное деление
Регион покрывает площадь более чем 69 711 км² с численностью населения 7 695 264 человек. Плотность населения составляет (по состоянию на 2012 год) 110 чел./км². Административным центром является Лион.

### Департаменты
| Департамент | Департамент         | Герб | Площадь   | Население | Префектура     | Плотность населения |
| ----------- | ------------------- | ---- | --------- | --------- | -------------- | ------------------- |
| 01          | Эн                  |      | 5 762 км² | 612 191   | Бурк-ан-Брес   | 106 чел./км²        |
| 03          | Алье                |      | 7 340 км² | 342 911   | Мулен          | 47 чел./км²         |
| 07          | Ардеш               |      | 5 529 км² | 318 407   | Прива          | 58 чел./км²         |
| 15          | Канталь             |      | 5 726 км² | 147 415   | Орийак         | 26 чел./км²         |
| 26          | Дром                |      | 6 530 км² | 491 334   | Валанс         | 75 чел./км²         |
| 38          | Изер                |      | 7 431 км² | 1 224 993 | Гренобль       | 165 чел./км²        |
| 42          | Луара               |      | 4 781 км² | 753 763   | Сент-Этьен     | 158 чел./км²        |
| 43          | Верхняя Луара       |      | 4 977 км² | 225 686   | Ле-Пюи-ан-Веле | 45 чел./км²         |
| 63          | Пюи-де-Дом          |      | 7 970 км² | 638 092   | Клермон-Ферран | 80 чел./км²         |
| 69D         | Рона                |      | 2 715 км² | 471 026   | Лион           | 158 чел./км²        |
| 69M         | Лионская метрополия |      | 534 км²   | 1 324 637 | Лион           | 2 482 чел./км²      |
| 73          | Савойя              |      | 6 028 км² | 421 105   | Шамбери        | 70 чел./км²         |
| 74          | Верхняя Савойя      |      | 4 388 км² | 756 501   | Анси           | 172 чел./км²        |

### Крупнейшие города
Крупнейшими городами региона (с населением более 30 тысяч жителей) являются:
| №  | Город             | Департамент         | Население (2013) |
| -- | ----------------- | ------------------- | ---------------- |
| 1  | Лион              | Лионская метрополия | 500 715          |
| 2  | Сент-Этьен        | Луара               | 172 023          |
| 3  | Гренобль          | Изер                | 160 215          |
| 4  | Вилербан          | Лионская метрополия | 147 192          |
| 5  | Клермон-Ферран    | Пюи-де-Дом          | 141 463          |
| 6  | Валанс            | Дром                | 61 767           |
| 7  | Венисьё           | Лионская метрополия | 61 636           |
| 8  | Шамбери           | Савойя              | 58 653           |
| 9  | Анси              | Верхняя Савойя      | 52 029           |
| 10 | Во-ан-Велен       | Лионская метрополия | 44 087           |
| 11 | Сен-При           | Лионская метрополия | 42 950           |
| 12 | Калюир-э-Кюир     | Лионская метрополия | 42 581           |
| 13 | Бурк-ан-Брес      | Эн                  | 40 490           |
| 14 | Брон              | Лионская метрополия | 38 746           |
| 15 | Сен-Мартен-д’Эр   | Изер                | 38 019           |
| 16 | Монлюсон          | Алье                | 37 839           |
| 17 | Монтелимар        | Дром                | 36 643           |
| 18 | Вильфранш-сюр-Сон | Рона                | 36 531           |
| 19 | Эшироль           | Изер                | 35 684           |
| 20 | Роан              | Луара               | 35 507           |
| 21 | Сен-Шамон         | Луара               | 35 308           |
| 22 | Тонон-ле-Бен      | Верхняя Савойя      | 34 610           |
| 23 | Анмас             | Верхняя Савойя      | 34 261           |
| 24 | Роман-сюр-Изер    | Дром                | 33 632           |
| 25 | Мезьё             | Лионская метрополия | 31 438           |
| 26 | Рильё-ла-Пап      | Лионская метрополия | 30 645           |